# Heuréka

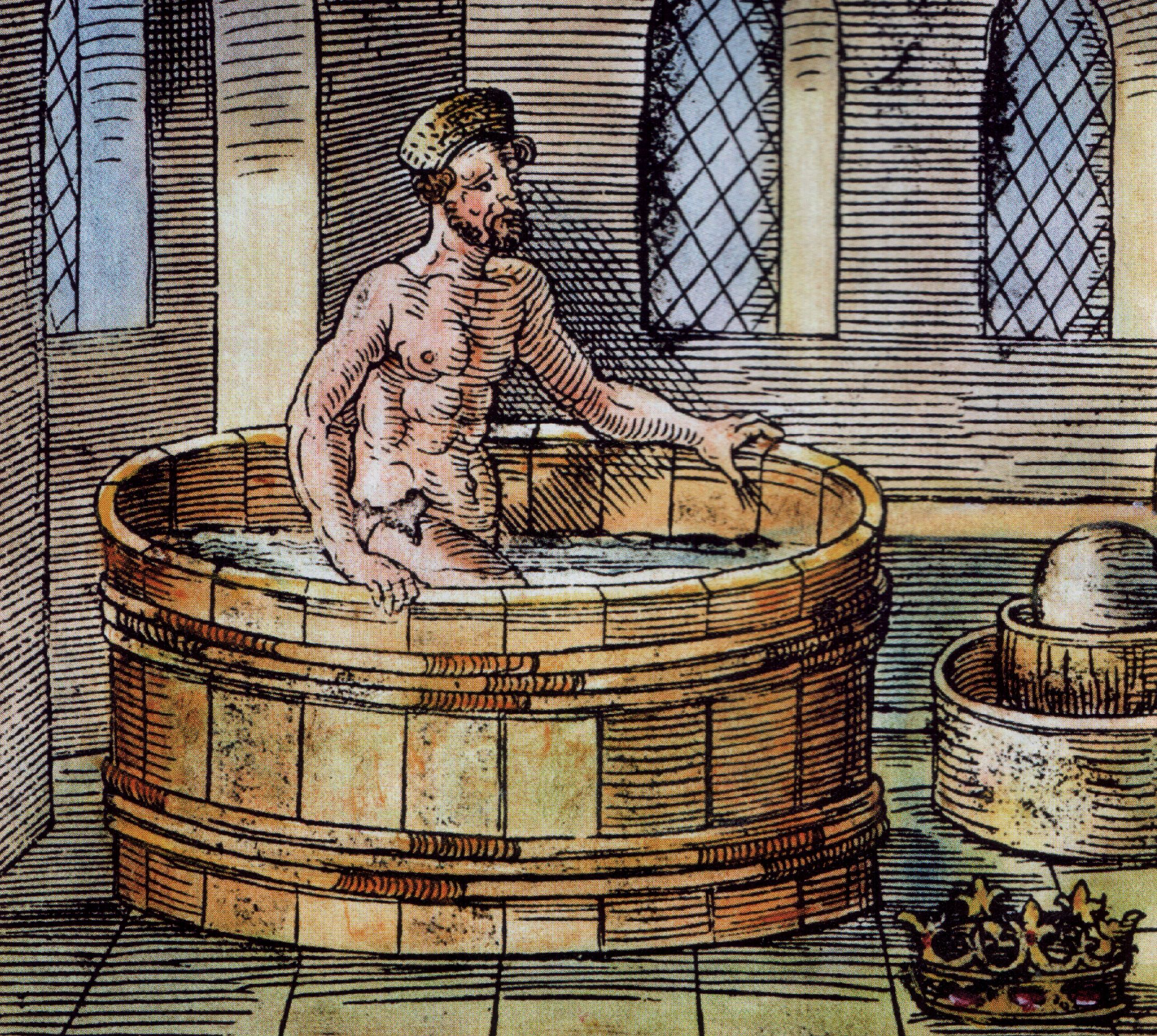
Ilustrace ze 16. století zobrazující Archiméda v lázni; Hieronova koruna vpravo

Heuréka! je zvolání při náhlém, nečekaném objevu, které znamená "našel jsem to", "mám to". Pochází ze starořečtiny: řecky εὕρηκα (heuréka), 1. osoba indikativu nereduplikovaného perfekta aktiva řeckého slovesa εὑρίσκω (výslovnost: heuriskó) = "nacházím".
Výrok prý pronesl starořecký učenec Archimédés ze Syrákús, který podle Plútarcha utíkal nahý po ulicích tohoto města a u toho volal: „Heuréka!“ poté, co ve vaně přišel na t. ř. Archimédův zákon. Od těch dob se tento výkřik používá k vyjádření radostného nadšení nad vyřešením těžkého úkolu nebo při nějakém významném poznání či objevu.